# Wzgórza Bukowe
Wzgórza Bukowe este o arie protejată (sit de importanță comunitară — SCI) din Polonia întinsă pe o suprafață de 11.987,08 ha, integral pe uscat.

## Localizare
Centrul sitului Wzgórza Bukowe este situat la coordonatele 53°19′35″N 14°42′22″E / 53.3263°N 14.706°E.

## Înființare
Situl Wzgórza Bukowe a fost declarat sit de importanță comunitară în aprilie 2004 pentru a proteja 11 specii de animale.

## Biodiversitate
Situată în ecoregiunea continentală, aria protejată conține 19 habitate naturale: Vegetație psamofilă uscată cu pășuni deschise de Corynephorus și Agrostis, Lacuri eutrofice naturale cu vegetație de tip Magnopotamion sau Hydrocharition, Lacuri și iazuri distrofice naturale, Pajiști uscate europene, Pajiști calcaroase din nisipuri xerice, Pajiști uscate seminaturale și facies de acoperire cu tufișuri pe substraturi calcaroase (Festuco-Brometalia) (* situri importante pentru orhidee), Pajiști cu Molinia pe soluri calcaroase, turboase sau argilos-nămoloase (Molinion caeruleae), Liziere de ierburi înalte hidrofile de câmpie și de nivel montan până la alpin, Fânețe de joasă altitudine (Alopecurus pratensis, Sanguisorba officinalis), Mlaștini turboase de tranziție și turbării mișcătoare, Izvoare petrifiante cu formare de travertin (Cratoneurion), Păduri de fag Luzulo-Fagetum, Păduri de fag Asperulo-Fagetum, Păduri de stejar sau de stejar și carpen sub-atlantice și medio-europene de Carpinion betuli, Păduri acidofile de stejar bătrân cu Quercus robur pe câmpii nisipoase, Mlaștini împădurite, Păduri aluvionare cu Alnus glutinosa și Fraxinus excelsior (Alno-Padion, Alnion incanae, Salicion albae), Păduri mixte riverane de Quercus robur, Ulmus laevis și Ulmus minor, Fraxinus excelsior sau Fraxinus angustifolia, de-a lungul marilor râuri (Ulmenion minoris), Păduri stepice euro-siberiene cu Quercus spp..
La baza desemnării sitului se află mai multe specii protejate:
- amfibieni (2): buhai de baltă cu burta roșie (Bombina bombina), triton cu creastă (Triturus cristatus)
- mamifere (4): liliac cârn (Barbastella barbastellus), castor (Castor fiber), vidră de râu (Lutra lutra), liliac comun (Myotis myotis)
- nevertebrate (4): libelule (Leucorrhinia pectoralis), fluturele purpuriu (Lycaena dispar), Ophiogomphus cecilia, Unio crassus
- pești (1): zvârluga (Cobitis taenia)